# El Loco
Pour les articles homonymes, voir Loco.
Albums de ZZ Top
Degüello
(1979) Eliminator
(1983)
Singles
1. Leila
Sortie : 1981
2. Tube Snake Boogie
Sortie : 1981

El Loco est le septième album studio du groupe de rock américain ZZ Top, sorti en 1981. Le titre signifie "Le fou" en espagnol. Le guitariste/chanteur du groupe Billy Gibbons a déclaré que l'enregistrement de cet album était la première fois que les trois membres du groupe étaient isolés les uns des autres en studio, plutôt que d'enregistrer simultanément dans la même pièce. Il préfigurait également la direction de synthétiseur de ZZ Top plus tard dans la décennie, avec les premières expérimentations d'accompagnement au synthétiseur sur certaines pistes.

## Contexte
El Loco a été produit par Bill Ham et enregistré et mixé à l'origine par Terry Manning. Le biographe David Blayney explique dans son livre Sharp Dressed Men que l'ingénieur du son Linden Hudson a été impliqué en tant que pré-producteur sur cet album. Hudson n'a pas reçu de crédit pour l'ingénierie des pistes de « Groovy Little Hippie Pad » qui ont été utilisées sur le mix final de l'album. En 1987, la plupart du back-catalogue du groupe a reçu un traitement de remix controversé "numériquement amélioré" pour la sortie du CD; cependant, El Loco n'a pas reçu ce traitement de remix et le mix original de l'album est disponible sur CD depuis 1987.
Le 3 juin 2013, Gibbons a déclaré à Joe Bosso de MusicRadar.com que l'album était « un tournant vraiment intéressant », expliquant que le groupe s'était « lié d'amitié avec quelqu'un qui deviendrait un associé influent, un gars nommé Linden Hudson. C'était un auteur-compositeur doué et avait des compétences de production qui étaient parfois en tête du peloton. Il a mis en avant certains éléments qui ont contribué à remodeler ce que faisait ZZ Top, en commençant par le studio et finalement sur la scène en direct. [Il] n'avait pas peur et était impatient d'expérimenter des manières qui effrayeraient la plupart des groupes. Mais nous avons emboîté le pas, et les synthétiseurs ont commencé à apparaître sur ce disque. Les fabricants cherchaient des moyens de stimuler les ventes et ces instruments ont commencé à apparaître sur le marché. L'un de nos morceaux préférés était "Groovy Little Hippie Pad". Dès le tout début, le voici – le son lourd d'un synthétiseur. Pour nous, il n'y avait pas de retour en arrière." Gibbons citera plus tard le fait de voir un soundcheck Devo à Houston comme source d'inspiration de la ligne de synthétiseur sur « Groovy Little Hippie Pad ».

## Liste des titres
Toutes les chansons sont écrites et composées par Billy Gibbons, Dusty Hill et Frank Beard.
| 1. | Tube Snake Boogie      | 3:03 |
| 2. | I Wanna Drive You Home | 4:44 |
| 3. | Ten Foot Pole          | 4:19 |
| 4. | Leila                  | 3:13 |
| 5. | Don't Tease Me         | 4:20 |

| 6.  | It's So Hard             | 5:12 |
| 7.  | Pearl Necklace           | 4:02 |
| 8.  | Groovy Little Hippie Pad | 2:40 |
| 9.  | Heaven, Hell or Houston  | 2:32 |
| 10. | Party on the Patio       | 2:49 |

## Formation
D'après le livret accompagnant l'album :
- Billy Gibbons : guitare, chant
- Dusty Hill : basse, chant
- Frank Beard : batterie

## Production
- Producteur : Bill Ham
- Ingénieur : Terry Manning
- Ingénieur de pré-production : Linden Hudson
- Mastering : Bob Ludwig
- Design : Bob Alford
- Photographie : Bob Alford

## Classements hebdomadaires
| Classement (1981)             | Meilleure position |
| ----------------------------- | ------------------ |
| Allemagne (Media Control AG)  | 52                 |
| Canada (RPM Top Albums)       | 19                 |
| États-Unis (Billboard 200)    | 17                 |
| Royaume-Uni (UK Albums Chart) | 88                 |
| Suède (Sverigetopplistan)     | 26                 |

## Certifications
| Pays              | Certifications | Ventes certifiées |
| ----------------- | -------------- | ----------------- |
| États-Unis (RIAA) | Or             | 500 000           |